# منتخب بريطانيا العظمى لاتحاد الرغبي للسيدات
منتخب بريطانيا العظمى لاتحاد الرغبي للسيدات (بالإنجليزية: Great Britain women's national rugby union team)‏ هو ممثل بريطانيا العظمى الرسمي في المنافسات الدولية في اتحاد الرغبي للسيدات . تأسس في 19 أبريل 1986.